# Papa Nicolau II
Papa Nicolau II, nascido Geraldo de Borgonha (França, c. 990 — Florença, 27 de Julho de 1061), foi Papa de 24 de janeiro de 1059 até a data da sua morte. Nasceu na França. Proibiu a concessão de cargos eclesiásticos através de simonia.
Em 1046 era bispo de Florença. Logo que a notícia da morte do Papa Estêvão IX, em Florença, chegou a Roma (4 de abril de 1058), imediatamente o partido Tusculano nomeou um sucessor na pessoa de João Minicius, Bispo de Velletri, com o nome de Bento X. A sua eleição, além de contrária aos desejos de Estêvão IX, que pretendia que a escolha do seu sucessor devia esperar pelo retorno de Hildebrando (futuro Papa Gregório VII), estava marcada pela violência e pela corrupção. Vários cardeais protestaram e foram obrigados a fugir de Roma. Hildebrando, que voltava da sua missão, ao saber destes acontecimentos, interrompeu a sua viagem em Florência e, depois de acordar com o duque Godofredo de Lorena-Toscânia a elevação do bispo Gerard ao papado, conseguiu apoio em parte população romana para o seu candidato. Uma embaixada enviada à corte da imperatriz Inês da Aquitânia, conseguiu também o apoio desta. A convite de Hildebrando, os cardeais reuniram-se em Siena em dezembro de 1058 e elegeram Gerard como papa Nicolau II. A caminho de Roma, o papa realizou um sínodo em Sutri, onde pronunciou a deposição de Bento X. Este acabou expulso de Roma, em janeiro de 1059 e a consagração de Nicolau II teve lugar a 24 de janeiro desse mesmo ano. Era um homem culto, duro e com conselheiros capazes, mas tinha sobre ele a ameaça de Bento X e dos seus apoiantes. Nicolau deu poderes a Hildebrando para estabelecer negociações com os normandos, que ocupavam o sul de Itália. O enviado papal reconheceu Ricardo de Aversa como príncipe de Cápua e, em troca, recebeu tropas normandas que permitiram ao papado fazer frente às hostilidades de Bento na Campânia. Esta investida não foi decisiva para derrotar a oposição, mas permitiu a Nicolau realizar, no início de 1059, uma visita pastoral a Espoleto, Farfa e Osimo. Durante esta viagem ele elevou o abade Demétrio de Monte Cassino à categoria de cardeal e designou-o legado papal na Campânia, Benevento, Apúlia e Calábria. Logo no início do seu pontificado Nicolau II tinha enviado Pedro Damião e o bispo Anselmo de Lucca como seus legados a Milão, onde o clero, casado e simoníaco deu origem a uma reforma conhecida como Pataria. Um sínodo presidido por estes mensageiros do papa, apesar de uma revolta que colocou as suas vidas em perigo, conseguiu do arcebispo Guido e do clero de Milão um solene repúdio da simonia e concubinato.
Uma das necessidades mais prementes na época era reforma das eleições papais. Tinham que ser libertadas da influência nefasta das facções romanas e do controle secular do imperador. Para esse fim, Nicolau II realizou, na Páscoa de 1059, um sínodo em Latrão, com a participação de cento e treze bispos. Resumidamente: com a morte de um papa, os cardeais-bispos devem escolher entre si um candidato e, depois de terem concordado com um nome, eles e os outros cardeais devem proceder à eleição. O restante clero e leigos têm o direito de aclamar a sua escolha. (bula pontifícia In nomine Domini)
Nos finais de Junho de 1059, Nicolau partiu para Monte Cassino e dai para Melfi, capital da Apúlia normanda, onde realizou um sínodo e concluiu a aliança com o duque Roberto de Altavila, que foi investido com a soberania de Apúlia, Calábria e Sicília, caso a reconquistasse aos sarracenos; ele comprometeu-se, em contrapartida, em pagar um tributo anual, ser vassalo do papa e proteger a Santa Sé. Um acordo semelhante foi feito com o príncipe Ricardo de Cápua. Nicolau regressou a Roma com um exército normando, reconquistou algumas terras e forçou Bento X a capitular em Galeria, no Outono de 1059. Faleceu a 27 de Julho de 1061 e foi sepultado na igreja de Santa Reparata, em Florença.
Decidiu que o Papa fosse eleito unicamente pelo alto clero (cardeais), pela bula pontifícia In nomine Domini, de 1059.